# 韵家口镇
韵家口镇，是中华人民共和国青海省西宁市城东区下辖的一个乡镇级行政单位。

## 行政区划
韵家口镇政府下辖以下地区：
互助中路社区、纺织社区、东兴社区、东盛社区、中庄村、褚家营村、小寨村、韵家口村、泮子山村、付家寨村和朱家庄村。